# Палена (комуна)
Палена (ісп. Palena) — селище в Чилі. Адміністративний центр однойменної комуни. Населення - 970 осіб (2002). Селище і комуна входить до складу провінції Палена і регіону Лос-Лагос.
Територія комуни — 2763,7 км². Чисельність населення - 1692 мешканців (2007). Щільність населення - 0,61 чол/км².

## Розташування
Селище розташоване на острові Чилое  за 256 км на південний схід від адміністративного центру регіону міста Пуерто-Монт та за 107 км на південний схід від адміністративного центру провінції міста Чайтен.
Комуна межує:
- на півночі - з комуною  Футалеуфу
- на сході — з провінцією Чубут (Аргентина)
- на півдні - з комунами Сіснес, Лаго-Верде
- на заході — з комуною Чайтен

## Демографія
Згідно з даними, зібраними під час перепису Національним інститутом статистики, населення комуни становить 1692 особи, з яких 910 чоловіків та 782 жінки.
Населення комуни становить 0,21% від загальної чисельності населення регіону Лос-Лагос. і цілком є сільським.